# Kárpáti Anna

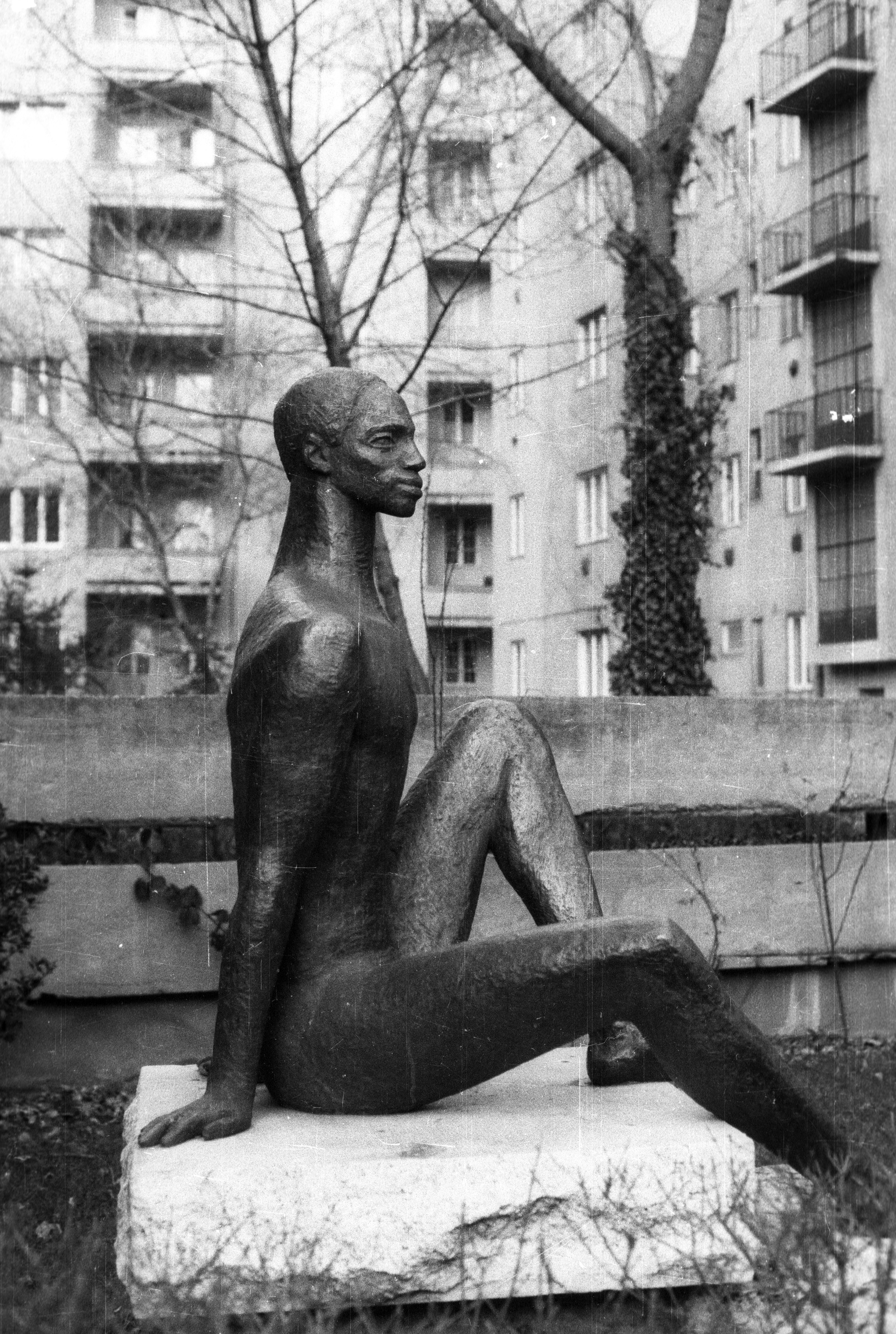
Néger fiú (1967, Budapest, XI. kerület, Váli út)

Kárpáti Anna (Budafok, 1923. augusztus 18. – Budapest, 1993. november 11.) magyar szobrász, éremművész.

## Életpályája
1945–1951 között a Magyar Képzőművészeti Főiskolán tanult, ahol mestere Pátzay Pál volt. 1957-ben Derkovits-ösztöndíjat kapott. Nagyvonalú, realisztikus szobrait zömmel kőbe faragta.

## Válogatott csoportos kiállításai
- 1952-től 3., 4., 7., 9., 11. Magyar Képzőművészeti kiállítás, Műcsarnok, Budapest
- 1957 Tavaszi Tárlat, Műcsarnok, Budapest
- 1968 Stúdió jubileumi kiállítás
- 1971 Új művek, Műcsarnok, Budapest
- 1974 II. Országos Kisplasztikai Biennálé, Pécs

## Köztéri művei
- Figurális kompozíció (mészkő dombormű, 1955, Budapest, XI. ker., Kisköre út)
- Két dombormű (kő, 1957, Budapest, XIV. ker., Kerepesi úti ltp.)
- Dollinger Gyula (mészkő szobor, 1960, Budapest, Üllői út)
- Tulipános kislány (bronz szobor, 1962, Kaposvár)
- Judit (kőszobor, 1962, Budapest, XIII. ker.)
- Úszónő (bronz, 1963, Tatabánya)
- Heverő nő (kő, 1965, Hajdúnánás, strand)
- Támaszkodó nő (haraszti kőszobor, 1966, Pedagógiai Főiskola Kollégiuma, Pécs)
- Néger fiú (bronz, 1967, Budapest, XI. ker., Váli út) (A néger fiú története)
- Dózsa (kő relief, 1967, Rákoskeresztúr, Dózsa Iskola előtt)
- Istvánffy Miklós (mészkő mellszobor, 1968, Szigetvár)
- Sportoló (alumínium szobor, 1969, Nyíregyháza, stadion)
- Kendős lány (alumínium szobor, 1969, Gyöngyös)
- Hamupipőke (alumínium, 1969, Gyöngyös)
- Münnich Ferenc (bronz mellszobor, 1970, Seregélyes)
- Elefánt (mészkő szobor, 1971, Százhalombatta)
- Ságvári Endre (bronz mellszobor, 1972, Százhalombatta)
- Ülő férfi (bronz szobor, 1973, Budapest, XIII. ker.)
- Pingvinek (mészkő szobor, 1973, Abony)
- Kövön ülő (mészkő szobor, 1975, Szilvásvárad)
- Ivó zsiráf (bronzszobor, 1976, Nagykanizsa)
- Figurális kompozíció (mészkő dombormű, Budapest, XIV. ker., Kerepesi úti ltp.)

## Művek közgyűjteményekben
- Déri Múzeum, Debrecen